# Дзержонзна (Лодзинське воєводство)
Дзержонзна (пол. Dzierżązna) — село в Польщі, у гміні Зґеж Зґерського повіту Лодзинського воєводства.
Населення — 237 осіб (2011).

## Демографія
Демографічна структура станом на 31 березня 2011 року:
|          | Загалом | Допрацездатний вік | Працездатний вік | Постпрацездатний вік |
| -------- | ------- | ------------------ | ---------------- | -------------------- |
| Чоловіки | 115     | 26                 | 77               | 12                   |
| Жінки    | 122     | 26                 | 70               | 26                   |
| Разом    | 237     | 52                 | 147              | 38                   |